# Acomys selousi
Acomys selousi är en gnagare i släktet taggmöss som förekommer i sydöstra Afrika. Arten tillhör en grupp inom släktet som har en gemensam anfader med Acomys spinosissimus.
Vuxna exemplar är 7,8 till 9,4 cm långa (huvud och bål) och har en 7,2 till 9,6 cm lång svans. Bakfötterna är 1,4 till 1,7 cm långa och öronen är 1,3 till 1,5 cm stora. Viktuppgifter saknas. Den taggiga pälsen på ovansidan har en rödbrun till kaffebrun färg och på undersidan förekommer vit päls. Arten har en diploid kromosomuppsättning med 59 till 62 kromosomer (2n=59–62). Gnagarens X-kromosom är påfallande stor. Längden motsvarar 20 procent av längden för en enkel kromosomsats.
Utbredningsområdet ligger i södra Zimbabwe, i nordöstra Sydafrika (ungefär från Johannesburg norrut) samt i angränsande områden av Botswana och Moçambique. Kanske begränsas utbredningsområdet i norr av floden Limpopo. Ifall Acomys selousi når fram till regioner norr om floden så delar den där reviret med Acomys spinosissimus. Habitatet utgörs av torra trädgrupper och buskskogar kring isolerade klippor (kopje). Individerna klättrar där i bergssprickor och vilar under överhängande klippor.
Acomys selousi söker på natten efter föda som utgörs av gräsfrön, termiter och andra insekter. I Sydafrika sker fortplantningen under våren och tidiga sommaren.
För beståndet är inga hot kända och i regionen förekommer flera skyddszoner. IUCN listar arten som livskraftig (LC).